# بخش آکچا
منطقه اکها (به اسپانیایی: Accha District) یک سکونتگاه مسکونی در پرو است که در منطقه کوزکو واقع شده‌است.

## خصوصیات
منطقه اکها ۲۴۴٫۷۵ کیلومترمربع مساحت و ۳٬۸۷۹ نفر جمعیت دارد و ۳٬۵۷۹ متر بالاتر از سطح دریا واقع شده‌است.